# بهرام مودت
بهرام مودت (زاده ۱۰ بهمن ۱۳۲۹ در تهران) بازیکن سابق فوتبال ایرانی است. وی سابقه بازی در باشگاه‌های پرسپولیس و پیکان و سپاهان را دارد.
همچنین مودت در رده‌بندی برترین دروازه‌بانان تاریخ فوتبال جهان در سال ۲۰۱۲ در تاریخ میان ایرانیان اول و در تاریخ فوتبال جهان در رتبه ۱۲۴ قرار دارد.

## زندگی
بهرام مودت با فیروزه اجاق بسکتبالیست و فعال سیاسی اهل کرمانشاه ازدواج کرد. او هم‌اکنون به همراه همسرش در آلمان زندگی می‌کند.

## عضویت در سازمان مجاهدین خلق
بهرام مودت پس از پیروزی انقلاب اسلامی در ایران به عضویت سازمان مجاهدین خلق درآمد. وی هم‌اکنون عضو رسمی شورای ملی مقاومت ایران است.